# Luci Licini Sura (govern de Trajà)
|  | No s'ha de confondre amb Luci Licini Sura (arc de Berà). |

Luci Licini Sura   (Tàrraco, p. 40 dC - Roma, 108 (Gregorià)) va ser un polític i senador romà. Formava part de la gens Licínia.
Va ser cònsol per tres vegades, primer cònsol sufecte l'any 98 i ordinari el 102 i el 107, o segons altres fonts va ser-ho els anys 102, 104 i 107. Va obtenir els honors del triomf com ho prova la seva inscripció i estàtua del Fòrum Trajà a Roma.
És possible que a Barcelona se’l commemorés amb solemnitat, segons sembla desprendre's dels fragments epigràfics recuperats en aquella ciutat. Era un dels més íntims amics de Trajà i per les seves recomanacions com a successor a l'emperador Nerva va tenir un paper decisiu en la seva designació com a hereu. Després va usar la seva influència per a aconseguir que Trajà nomenés successor a Hadrià i per això s'ha dit que va posar dos emperadors al tron.
Trajà li va manifestar sempre un gran respecte, i el va utilitzar sovint per redactar els seus discursos. Quan va morir li va decretar funeral públic i construcció d'uns banys a la seva memòria. Luci Licini Sura va morir l'any 110 i va ser un home de gran prestigi a Roma, tal com es palesa en els escrits dels seus contemporanis Plini el Vell i Marc Valeri Marcial i, també, posteriorment, de l'historiador grec Dió Cassi que diu que va ser ambaixador davant Decèbal a la guerra de Dàcia. Plini el Jove el va escriure per preguntar-li la seva opinió sobre l'existència dels fantasmes.